# Лонг-Айленд-Сити
Ло́нг-А́йленд-Си́ти (англ. Long Island City) — район в Нью-Йорке в одноимённом округе в Куинсе в Соединённых Штатах Америки.
Некоторое время исполнял функции административного центра округа .

## География
Расположен на острове Лонг-Айленд, на берегу пролива Ист-Ривер; от Бруклина отделён рекой Ньютаун-Крик.
В районе имеются эрратические валуны.

## Промышленность
Крупное производство ушло из района в рамках общей тенденции переноса его в Китай. Сейчас в районе находятся большая фабрика печенья с предсказаниями, галстучный бизнес, типографии и некоторые другие предприятия, а также штаб-квартиры авиакомпании JetBlue Airways и обувной компании Steven Madden.

## Транспорт
Район связан с остальной частью Нью-Йорка линиями метро, железной дорогой и автомобильными мостами.